# Łaszkiwka
Łaszkiwka (ukr. Лашківка) – wieś na Ukrainie, w obwodzie czerniowieckim, w rejonie czerniowieckim, nad rzeką Sowycia (ukr. Сови́ця), lewym dopływem Prutu. W 2025 roku liczyła 2100 mieszkańców.
Znajduje tu się przystanek kolejowy Łaszkiwka, położony na linii Stefaneszty – Łużany.